# Radio Praga Internacional
Radio Prague International (en checo: Český rozhlas Radio Prague International) es el servicio público de radiodifusión internacional de la República Checa. Forma parte de la red de la Český rozhlas con el nombre de Český rozhlas 7-Radio Praha (Radiodifusión Checa 7-Radio Praga).
Radio Praga Internacional es miembro de la Asociación Internacional de Estaciones de Radio, High Frecuency Coordination Conference y de la Unión Europea de Radiodifusión.
La señal de intervalo es los primeros acordes de la Sinfonía del Nuevo Mundo de Antonín Dvořák.

## Historia
Las emisiones de carácter regular comenzaron el 18 de mayo de 1923, desde una carpa instalada en el aeródromo del barrio Kbely. Esto hacía que Checoslovaquia se convirtiera en el segundo país europeo con una emisora de radio funcionando regularmente. Al año siguiente los estudios se trasladaron a un edificio propiedad del servicio de correos checo, situado en la calle que hoy en día se conoce como Vinohradská, el cual sigue siendo la ubicación de la sede central en el siglo XXI.
En 1926, la agencia de noticias checoslovaca, la ČTK, inició los primeros noticiarios regulares. Por lo que se convirtió en un ente controlado económicamente por el Gobierno y a partir de ese momento, también políticamente.
También en 1926 se fundó la Orquesta Sinfónica de la Radiodifusión Checa y, en noviembre de ese mismo año, salió a la luz el primer drama radiofónico checoslovaco: ‘Přástky’.
La década de los 30 del siglo XX se convirtió en la edad de oro de la radio checoslovaca, abarcando todos los géneros radiofónicos y emitiendo desde Brno, Bratislava, Ostrava y Košice ya en los últimos años de esa década.
En 1924 se transmitieron los primeros programas destinados al extranjero, en inglés y esperanto. Sin embargo, las transmisiones regulares para el extranjero en onda corta empezaron el 31 de agosto de 1936 desde los estudios de la Radiodifusión Checoslovaca en Praga. El director del Departamento Técnico de la Radiodifusión Checoslovaca, Eduard Svoboda, las inauguró con un discurso en inglés. Las transmisiones para el exterior de la Radiodifusión Checoslovaca eran en checo, eslovaco, alemán, francés e inglés para Europa y en checo, eslovaco e inglés para América. La programación se basaba en música (la mayor parte) y anuncios en vivo de los locutores. El transmisor de onda corta estaba en Poděbrady.
En mayo de 1937 iniciaron las difusiones para el Cercano y Lejano Oriente.  También en ese año ya existía un noticiero leído en español.
Los primeros acordes de la Sinfonía del Nuevo Mundo de Dvořák fueron escogidos como señal de intervalo. El prefijo OLR, seguido de la frecuencia correspondiente, fue usado para la identificación internacional para la onda corta de la Radiodifusión Checoslovaca.  A finales de 1938, se transmitían programas en checo, eslovaco, inglés, alemán, francés, español, ruteno, italiano, portugués, serbocroata y rumano; así como en esperanto. El 15 de marzo de 1939, como consecuencia de la ocupación nazi de Checoslovaquia, cesaron los servicios en idiomas extranjeros de la Radiodifusión Checoslovaca.
Después del fin de la Segunda Guerra Mundial, se reanudaron los servicios para el exterior. En 1947 se emitía en búlgaro, francés, serbocroata, esloveno, vendo, alemán, polaco, ruso, rumano, sueco, noruego, danés, español, italiano, inglés, esperanto, checo y eslovaco. Se daba preferencia en las transmisiones a los países de Europa Oriental. El noventa por ciento de los programas eran hablados y el restante musicales.
En abril de 1948 la Radiodifusión Checoslovaca fue nacionalizada y puesta al servicio del Partido Comunista de Checoslovaquia. La meta del servicio exterior era ahora el de combatir la mala imagen del país entre los países capitalistas y estrechar los lazos con los países del bloque soviético. En 1952 la Radiodifusión Checoslovaca fue reorganizada según el patrón soviético.
En los años de 1960 se fundaron clubes de oyentes de Radio Praga en varios países; siendo el de Cuba uno de los más antiguos. Radio Praga apoyaba esos clubes de oyentes al ceder espacios en sus emisiones, y convocar concursos para ellos. Fue en estos clubes y en los clubes de diexismo donde se generalizó el nombre de Radio Praga para la estación. También el nombre Radio Praga apareció en los horarios, en las tarjetas QSL y en otros materiales de promoción. Antes de la guerra la emisora se presentaba como Estación Checoslovaca de Onda Corta-Praga, o diferentes variantes vinculadas con el indicativo del transmisor OLR. Después de la guerra se usaron, según el idioma, otros nombres como Estación Praga; Aquí, Praga-Checoslovaquia; Le Saluda Praga, Radiodifusión Checoslovaca-Transmisiones para África entre otros. En 1963 se creó, con la colaboración de oyentes, el Monitor Club de Radio Praga para verificar la calidad de la recepción en diversos rincones del mundo. El Monitor Club desapareció a principios de los años de 1990. Radio Praga fue reorganizada en 1965 en tres secciones: la sección de las transmisiones para los países capitalistas, la sección de las transmisiones para los países socialistas y la Redacción Central, encargada de la elaboración de los comentarios y noticias en checo.
Luego de la caída del régimen comunista en 1990, se hicieron cambios en Radio Praga. La canción comunista Kupředu levá (Adelante la izquierda) fue sustituida como señal de intervalo por la Sinfonía del Nuevo Mundo de Dvořák. Se hicieron recortes de personal y dejaron de funcionar varios transmisores. Se eliminaron las redacciones centrales. Con anterioridad, ya habían desaparecido los servicios en árabe, italiano y portugués para América Latina. En 1992, una nueva ley convirtió a la Radiodifusión Checoslovaca en una institución pública. Entre 1993 y 1996 Radio Praga era subsidiada por el gobierno checo y a partir de 1997 los subsidios fueron administrados por el Ministerio de Relaciones Exteriores. Radio Praga tiene desde 1994 el sitio web www.radio.cz.
Desde 2001, Radio Praga transmite programas de media hora en inglés, alemán, francés, español, checo y ruso. Los transmisores se encuentran en Litomyšl.  En el 2000, Radio Praga usó nuevamente el transmisor eslovaco de Rimavská Sobota para las transmisiones en ruso y en alemán.  Desde 2011, las emisiones en español e inglés se difunden por Radio Miami Internacional.
Radio Praga Internacional cumple ochenta y cuatro años. Las emisiones regulares comenzaron el 31 de agosto de 1936 a las 10:00 a través de la onda corta. Radio Praga Internacional (en el pasado Radio Praga) ha llegado durante estos años a millones de personas. Para celebrar el aniversario, este año se ha decidido cambiar el diseño de la página web para adaptar a los nuevos tiempos.

## Medios de transmisión
Radio Praga cesó sus emisiones por onda corta el 31 de enero de 2011, debido a un recorte en su presupuesto hecho por el Ministerio de Relaciones Exteriores para reducir el déficit estatal. Sin embargo, mantiene las difusiones a través de Internet (webcasting y podcasting), satélite y de estaciones de radio afiliadas en varios países. También es posible escucharla con aplicaciones para teléfonos móviles.
Las emisiones de Radio Praga Internacional en inglés y español se pueden escuchar en América del Norte a través de WRMI Radio Miami International en las frecuencias 9955, 9395, 7780 y 5010 kHz.
Las emisiones de Radio Praga en los diversos idiomas son transmitidas en Europa a través del satélite Astra 3B, 23.5 grados al este, 12.344 MHz y polarización Horizontal en el sistema DVB-S2, escoja "CRo Radio Prague International", el transpondedor 3233.
Radio Praga cuenta con una versión para móviles de la página web con la que se pueden escuchar tanto los archivos de audio de menor duración (noticias, notas de actualidad y espacios regulares), como el programa entero diario de media hora y la emisión en directo de Radio Praga. En algunos casos es necesario instalar una aplicación en su dispositivo móvil. 
Las emisiones en directo de Radio Praga Internacional las pueden sintonizar en sus teléfonos móviles i-Phone (aplicación "CRo iRadio" en AppStore) y en los teléfonos con el sistema operativo Android. Las aplicación "Český rozhlas" pueden descargarlas en el mercado de Android. 
Radio Praga Internacional posee página oficial en Facebook, Instagram, Twitter.